# Sierra de Parima
La Sierra de Parima o Serranía de Parima (en portugués: Serra Parima) es una cadena montañosa que divide las cuencas de los ríos Orinoco y Amazonas; por tal motivo forma la frontera natural entre Venezuela y Brasil. Situada al occidente de la sierra Pacaraima, discurre en sentido sursureste a lo largo de unos 320 km de longitud. Es parte de una de las formaciones montañosas más antiguas del planeta, el Macizo Guayanés y se encuentra dentro del área protegida por el parque nacional Parima-Tapirapeco. La región se encuentra habitada en su mayoría por pueblos de la etnia yanomamö desde antes de la llegada de los primeros colonizadores europeos.
Parcialmente inexplorada, sus cumbres alcanzan en promedio los 1500 metros sobre el nivel del mar (m s. n. m.), con notables excepciones. La más destacable es el cerro Delgado Chalbaud, ubicado en el municipio Alto Orinoco del estado Amazonas, fronterizo con el municipio de Iracema (Roraima) del estado brasileño de Roraima. La relevancia de esta cumbre no proviene de su altura —1047 m s. n. m.—, sino porque es en ella donde se encuentran las fuentes del mismísimo río Orinoco, descubiertas en 1951 por la expedición franco-venezolana encabezada por el Mayor del ejército venezolano Frank Rísquez Iribarren. Esta cordillera es adicionalmente cabecera de muchos otros ríos, perteneciendo a la cuenca del Orinoco los que drenan hacia el occidente de la serranía, mientras que los que descienden por sus laderas orientales son afluentes del río Branco, que en último término desemboca en el río Amazonas.
El río Branco, en su curso superior, divide a la sierra de Parima en dos sistemas: el oriental, de alturas menores e íntegramente situado en territorio brasileño, con las sierras llamadas de Tumucumaque y Acaraí; y el occidental, donde se encuentran las cumbres más elevadas del Brasil, como el Pico da Neblina (3014 m s. n. m.) y el Pico Phelps (2992 m s. n. m.). En el extremo norte de la serranía, se encuentra el cerro Kamakoni-Jidi, hito fronterizo entre los estados Amazonas y Bolívar en Venezuela.
- Datos: Q1267492